# Café de terroir
Le café de terroir est un café ayant des qualités spécifiques de traçabilité, comme le café d'Éthiopie.
Le terroir peut se définir de la façon suivante : « au sens strict, lieu défini par des qualités physiques particulières : pente, exposition au soleil, nature du sol ». Le terroir est communément associé au vin et l'on parle ainsi de vin de terroir, ce qui sous-entend que ce vin ne pourrait être produit en dehors de ce terroir particulier. En Europe, les États ont donné une assise juridique au terroir avec les appellations d'origine contrôlée (AOC) en France, et la Denominazione d'Origine Controllata (DOC) en Italie. Cette politique fut reprise par l'Union européenne. Ainsi mis en place, le système d'indications géographiques européen a fait ses preuves pour de nombreuses productions locales.   

## Spécificités du café du terroir
Parler de terroir pour le café, c'est parler de traçabilité et donc de diversité. « Dans la grande diversité de la production contemporaine, le produit (le café) est de plus en plus marqué de référents géographiques ». Les pays producteurs de café sont pour la plupart en Afrique, notamment l'Afrique de l'Est d'où est originaire l'arabica, en Amérique latine et en Asie. Ces aires de production offrent un nombre pléthorique de terroirs mais présentent une grande variété de situations. Certains pays producteurs jouent davantage sur les volumes que sur la qualité et la valorisation des terroirs. De nombreux pays producteurs sont néanmoins de plus en plus soucieux de valoriser les cafés de terroirs. Ce processus qui pourrait aboutir à la reconnaissance des cafés de terroir soulève un certain nombre de questions. 
Le terroir permet également de donner une identité au produit et renvoie à une dimension humaine. Il assure la présence de l'agriculteur dans les tasses du monde entier. Il est la condition d'une véritable traçabilité et serait l'une des bases essentielles, mais non la seule, à une certaine forme de commerce équitable. Les terroirs du café sont toutefois soumis à certaines spécificités qui peuvent bloquer leur émergence sur le marché mondial.

## Le cas de l'Éthiopie
En Éthiopie, l'ECX créée en 2007, produit une série d'appellations qui sont reprises par certains torréfacteurs. Ainsi, le café Sidamo ou Harar sont devenus familiers pour les consommateurs européens, asiatiques ou américains. Le problème est que ces appellations ne recoupent pas une réalité territoriale strictement définie. Il s'agit davantage d'un critère de qualité à l'exportation recoupant un ensemble territorial sans véritable frontière. Tout cela a pour conséquence une certaine standardisation du café et donc une perte de diversité. 
Pour continuer sur l'Éthiopie, la région du Wällägga (ou Wolega) présente des caractéristiques intéressantes. Le café produit dans cette région est vendu à l'exportation sous l'appellation Nekemte (ou Lekempte) grade 5 ou 6 lorsqu'il est traité par voie sèche et Nekemte 2 lorsqu'il est traité par voie humide. Pourtant cette région est vaste (autour de 50 000 km2, soit la superficie de la Slovaquie) et présente deux grands ensembles de production par l'histoire, la nature des sols et l'origine des caféiers. Ces deux ensembles présentent une gamme de terroirs, notamment les terroirs d'Anfillo, de Homa ou de Gidaamii, produisant des cafés originaux. Cette diversité est diluée dans l'appellation Nekemte. La notion de terroir permettrait d'identifier les différents cafés produits par cette région et leurs spécificités.

## Différences par rapport aux vins de terroir
Les cafés de terroir présentent des différences notables par rapport aux vins de terroir. La principale est l'étalement de la filière d'un point de vue géographique. En effet, un terroir viticole va concentrer la culture de la vigne, la production de vin. Les terroirs de production de café ne livrent qu'un produit semi-fini. La torréfaction se fait dans la plupart des cas au plus proche des lieux de consommation et ceux qui vont torréfier ne sont pas toujours en contact direct avec le terroir de production. Le travail des intermédiaires entre ces deux acteurs est donc important pour l'émergence des cafés de terroir.

## Notion de terroir
La notion de terroir a besoin à terme d'un système d'indications géographiques. Il est très difficile à mettre en place pour le café. La structure des filières et l'étalement géographique de ses acteurs nécessitent une coopération étroite entre les États consommateurs et les États de production. C'est un processus long et difficile mais différents projets sont en cours. Sur le marché, le café de terroir est déjà une réalité mais elle est le fait d'initiatives privées.

## Notion de café de spécialité
Le café de spécialité (aussi appelé café fin ou café "sans défaut") provient d'un terroir traçable et dispose d'une qualité dite supérieure. L'essor de ces cafés s'inscrit dans un mouvement de promotion du café de qualité initié par les coffee-shops, la torréfaction artisanale et le métier récent de barista. La transaction de ce type de café se fait en dehors des Bourses de New York et Londres.  